# 효성 (기업)
효성그룹은 1966년에 설립된 대한민국의 대기업이다. 섬유, 중공업, 화학, 정보통신 등 다양한 분야에서 사업을 영위하고 있다.

## 연혁
- 1966년 동양나이론 설립
- 1970년 한일나이론(주) 인수 합병
- 1971년 기술연구소 설립
- 1973년 동양염공(주) 설립
- 1973년 동양폴리에스터(주) 설립
- 1973년 (주)토프론 설립
- 1975년 한영공업(주) 인수
- 1978년 카페트용 BCF사 개발
- 1978년 중공업 기술연구소 설립
- 1980년 구미컴퓨터 공장 준공
- 1984년 (주)토프론 흡수 합병
- 1984년 효성건설(주) 흡수 합병
- 1985년 효성NAS(주) (現 효성인포메이션시스템㈜) 설립
- 1986년 효성히다찌데이타시스템(주) (現 효성티앤에스㈜) 설립
- 1987년 한국엔지니어링플라스틱(주) 설립
- 1987년 원미섬유공업(주) 흡수 합병
- 1988년 수지응용가공연구소 설립
- 1989년 PP 및 프로필렌 사업 진출
- 1989년 효성EBARA 설립
- 1994년 효성정보통신(주) 설립
- 1996년 동양나이론, 효성T&C로 사명변경
- 1996년 동양폴리에스터, 효성생활산업으로 사명 변경
- 1996년 베트남에 효성VINA(주) 설립
- 1996년 폴리에스터 필름 사업 진출
- 1998년 효성T&C, 효성물산, 효성생활산업, 효성중공업이 (주)효성으로 합병
- 1998년 5개 PG와 31개 PU로 조직 개편
- 2003년 나일론66 에어백용 원사 개발
- 2003년 수입자동차 판매법인 더클래스효성(주) 설립
- 2003년 은섬유 '마이판 매직실버' 개발
- 2004년 나일론66 의류용 원사 '제니오' 출시
- 2004년 인테리어PU, PTT 카페트 '이온프리' 출시
- 2004년 은나노 섬유 '마이판 나노 매직실버' 개발
- 2006년 풍력발전기 국내 첫 국산화 성공
- 2007년 Neochem, 용연공장 생산 개시
- 2007년 삼랑진 태양광발전소 준공
- 2007년 재활용원사 '마이판 리젠' 출시
- 2008년 진흥기업(주) 인수
- 2008년 충남 태안 태양광발전소 준공
- 2009년 효성토요타 출범
- 2010년 나이론폴리에스터원사PU, 유니클로 아스킨 소재 공급
- 2011년 타이어보강재PU, 18억 달러 규모 스틸코드 공급 계약(스틸코드 업계 최대 규모) 체결
- 2011년 글로벌 세이프티 텍스타일스社(GST, 세계1위 에어백 직물업체) 인수
- 2011년 풍력사업단, 2MW 풍력발전기 상용화 1호기 출하
- 2013년 탄소섬유 브랜드 'TANSOME' 론칭
- 2013년 건설PU·진흥기업, 통합 아파트 브랜드 '효성해링턴 플레이스' 론칭
- 2013년 고분자 신소재 '폴리케톤' 세계 최초 상용화
- 2013년 효성기술원, 가압형 중공사막 막모듈 인증 취득
- 2014년 기저귀용 스판덱스 브랜드 '크레오라 컴포트(creora® comfort)' 론칭
- 2014년 효성기술원, 폴리케톤 소재 하수처리 분리막 제조기술 개발
- 2014년 세빛섬 개장
- 2016년 기전PU, 국내 최초 15MW급 수차발전기 개발 성공
- 2016년 POK사업단 자동차 품질경영시스템 인증
- 2017년 조현준 효성그룹 회장 취임 및 대표이사 선임
- 2018년 효성, 지주사 (주)효성과 효성티앤씨·효성첨단소재·효성중공업·효성화학 등 4개 사업회사로 분할
- 2019년 (주)효성, 생산기술센터 설립
- 2019년 효성티앤씨, 친환경 스판덱스 '크레오라 리젠(creora® regen)' 첫 선
- 2019년 효성중공업, 강원도 삼척에 국내 첫 액화수소 충전소 설립
- 2019년 효성중공업, 국내 최초 전압형 HVDC 개발 및 실증 성공
- 2020년 효성화학-KIST, 기체차단 포장 필름소재 개발
- 2021년 효성중공업-린데 액화수소 사업추진 합작법인 설립 및 울산 액화수소공장 착공
- 2022년 효성티앤씨, 세계최초 바이오 스판덱스 상용화
- 2023년 효성티앤씨, '친환경' 블랙 스판덱스 출시
- 2023년 효성티앤씨, 폐어망 리사이클 섬유 '리젠 오션 나일론', 아웃도어 의류 첫 적용

## 역대회장
- 조홍제 (1966~1984)
- 조석래 (1984~2017)
- 조현준 (2017~현재)

## 지배구조
효성그룹은 2018년 6월 1일부 지주회사 체제로 전환하였으며, (주)효성이 지주회사이다. (주)효성은 주요계열사인 효성티앤씨, 효성중공업, 효성첨단소재, 효성화학 4개사의 지분을 보유하고 있다. 2024년 3월 말을 기준으로 최대주주인 조현준 회장 및 특수관계자의 지분율은 56.1%이다. 2024년 7월 1일부로 존속회사인 효성과 신설법인인 효성신설지주, 2개의 지주회사 체제로 재편되었다. 2023년 말 기준으로 효성그룹은 총 124개의 계열사, 28개국 113개 사업장에서 글로벌 생산 및 판매 체계를 갖추고 있다.

## 주요계열사
- 효성티앤씨

- 효성중공업

- 효성화학

- 효성TNS

- 기타 계열사 및 관계사로는 효성ITX, 효성벤처스, 갤럭시아머니트리, 갤럭시아넥스트, 갤럭시아디바이스, 갤럭시아일렉트로닉스, 갤럭시아SM, 갤럭시아메타버스, FMK, 신화인터텍 등이 있다.

## 사명과 로고

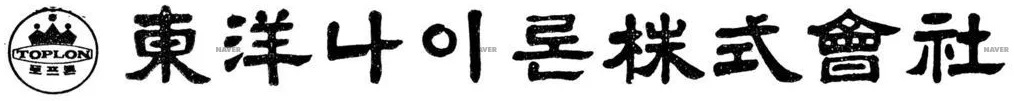
1966~1981

1981~2023

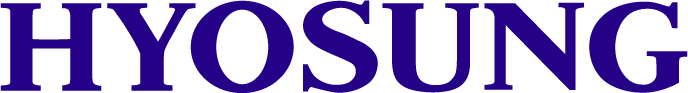
2024~현재

## 슬로건
Always by your side

## 사업 분야
- 섬유/무역 (효성티앤씨)
  - 섬유 사업부문
    - CREORA™ : 1992년 출시한 스판덱스 브랜드로, 전 세계 시장 점유율 1위를 기록하고 있다. 현재는 스판덱스 뿐만 아니라 기능성 나일론과 폴리에스터 제품까지 포괄하는 통합 브랜드로 운영되고 있다.
    - regen™ : 리사이클링과 바이오 섬유를 생산하는 지속가능섬유 브랜드다. 2007년 세계 최초로 폐어망을 원료로 한 나일론을, 2008년에는 국내 최초로 폐페트병을 재활용한 폴리에스터 개발에 성공했다.

  - 무역 사업부문
    - 철강: 포스코, 현대제철, KG 스틸, 동부제철 등의 제품을 수출한다. 열연코일, 선재, 냉연코일, 도금강판, 스테인레스 제품 등을 취급한다.
    - 화학: 석유화학제품, 정밀화학 제품, 광물자원 등을 수출입한다. 합성섬유 원료, 합성수지 제품, 정밀화학 제품, 광산용 화학제품 등을 취급한다.

  - 기타 사업
    - 세빛섬: 한강의 복합 문화 공간으로, 세계 최초의 플로팅 형태 건축물이다. 가빛, 채빛, 솔빛의 세 개 섬과 수상 무대공간 예빛으로 구성되어 있으며, F&B 시설과 수상 레저 시설을 운영하고 있다.
    - 광주냉동창고: 수도권 물류거점 역할을 하는 도시형 냉동, 냉장창고다. ISO9001과 HACCP 인증을 보유하고 있다.
- 중공업/건설 (효성중공업)
  - 전력 솔루션 국내 송배전 사업 부문의 누적 시장점유율 1위를 기록하고 있다. 초고압변압기, 초고압차단기, 전장품 등 전력설비를 생산하며, 전력설비의 엔지니어링, 설계, 제작, 설치, 시험 및 유지보수 서비스를 제공한다.  주요 제품으로는 전력설비(초고압변압기, 배전변압기, 분로리액터, 초고압차단기, 배전반, 모바일변전소), 전력시스템(STATCOM, DC송배전시스템, ESS, 마이크로그리드, 태양광 솔루션), 디지털 솔루션(전력설비 자산관리 솔루션, 예방진단시스템), 웰딩 솔루션(아크용접기, 저항용접기) 등이 있다.
  - 기전 솔루션  국내 전동기 생산 1위 기업이다. 저압 중소형 전동기부터 고압 초대형 전동기, 슈퍼 프리미엄 효율 전동기, BLDC 전동기, 원자력 발전소용 Q-Class 전동기를 생산한다.  발전기 부문에서는 선박용, 스팀터빈용, 수차터빈용 발전 시스템과 연료봉 제어용 MG-Set을 생산하여 해외 원자력발전소에도 수출하고 있다.  주요 제품으로는 전동기 & 발전기(고압전동기, 저압전동기, DC 전동기, 특수전동기, 상용발전기), 산업기계 시스템(화학장치, 가스충전소), 기어 솔루션(기어박스, 기어드모터) 등이 있다.
  - 친환경 솔루션   차세대 전력설비, 수소에너지, 전력망 안정화 솔루션, 신재생 에너지, 디지털 솔루션 등을 제공한다.
  - 기타
    - 효성굿스프링스 : 구 효성에바라. 발전소용 펌프, 석유화학용 펌프, 건물용 및 주거용 펌프, 산업용 펌프, 담수설비용 펌프, 선박용 펌프 등을 생산, 공급하며, 담수화설비 (RO Plant) 건설 및 공급을 하고 있다. 국내 1위 펌프 생산 업체이다.
    - 풍력사업단 : 2006년 국내 최초로 750kW(Geared type), 2MW급 풍력 발전 터빈을 개발하였다. 750KW, 2MW, 5MW 등의 풍력발전기를 개발, 공급하고 있다.

  - 건설 사업
    - 1959년 설립된 진흥기업을 통해 건축사업, SOC사업, 주택사업을 수행하고 있다. '효성 해링턴 플레이스' 브랜드로 주거용 건물을 건설하고 있다.
    - 진흥기업 : 효성해링턴 플레이스 등 아파트부터 학교시설 및 군시설 BTL사업, 도심 업무시설, 상업시설 개발 및 영동고속도로 건설, 서울 지하철 건설 등 주요 도로와 교량을 포함한 교통망 건설에서 인천국제공항 부지조성 공사 등의 국토 개발 사업, 상하수도 관로 공사와 환경 관련 사업 등 토목사업까지 하는 종합건설회사이다.
    - 공덕경우개발 : 공덕 효성해링턴플레이스 개발을 위해 세운 법인이다.
- 화학 (효성화학)
  - 폴리프로필렌(PP)  PP/DH PU에서 일상생활에서 가장 많이 사용되는 플라스틱 원료인 폴리프로필렌(PP) 수지를 생산한다. 99.7% 초고순도 프로필렌으로 PP를 생산하며, 파이프용, 시트용, 내열가전용, 고충격 BCP용, TWIM용, 투명용기용, 의료용, 특수필름용, TER-PP, 컴파운딩용 등에 사용된다.
  - TPA  고기능성 폴리에스터 섬유의 주원료이며 페트병, 폴리에스터 필름 등의 원료로도 사용된다. 세제 및 음료수 용기, 엔지니어링 플라스틱, 섬유용, 필름류, 산업용, 솜 형태의 홈 퍼니싱류 등에 활용된다.
  - 폴리케톤  2013년 효성화학이 세계 최초로 개발한 엔지니어링 플라스틱으로, 브랜드명은 포케톤(POKETONE™)이다. FDA 인증과 음용수 관련 인증을 받아 정수기나 식품용 컨베이어벨트 부품, 장난감 소재로 사용된다. 기어, 자동차 부품, Packaging, E&E, 식품 포장 및 차단 필름, 파이프 등에도 사용된다.
  - 필름  PET 필름과 나일론 필름을 생산한다. PET 필름은 포장, 전기전자, 광학, 접착 등의 분야에 사용되며, 나일론 필름은 1996년 첫 생산 이후 2018년 중국 자싱, 2023년 취저우 법인 증설을 통해 생산량을 확대했다. 나일론 필름은 식품 포장, 제약, 리튬 2차 전지 등의 분야에 사용된다. 1996년 처음으로 시장에 진출하였다.
  - 옵티컬 필름  2009년부터 국내 최초로 LCD 편광판의 핵심 소재인 PVA 편광필름을 보호하는 TAC 필름을 양산하고 있다. TV, 모니터, 노트북, 태블릿, 스마트폰 디스플레이용으로 사용된다.
  - Neochem  반도체 및 디스플레이 제조공정에 사용되는 NF3와 20%F2N2 등의 특수가스를 생산한다. NF3는 반도체 및 디스플레이 제조 공정의 CVD Chamber 세정용으로, 20%F2/N2는 반도체 LP_CVD 장비의 Chamber 세정용으로 사용된다.
  - 멤브레인  독자기술로 정수기용 분리막을 개발했다. 가압형 중공사막은 정수, 산업용수, 해수 담수 전처리에 사용되며, 침지형 중공사막 HSF-BS는 국내 유일의 기능성 막 모듈로 정수, 하폐수 처리에 사용된다.
- 정보통신 (효성 TNS)
  - 1979 년 금융 IT전문회사로 출범해 1980년 국내 최초의 컴퓨터 전문공장을 설립하고, 1983년 국내 최대 금융 자동화기기 Mechatronics 전문 연구소를 설립하였다. 국내와 미국, 러시아, 인도네시아에서 시장 점유율 1위를 기록하고 있으며, 개발, 제조, 유지보수, 금융 VAN, 아웃소싱 서비스 등 금융자동화산업 전 분야를 달성하고 있다.  해외 시장에서는 지난 1998년 미국에 수출하기 시작한 이래 미국 Retail ATM 시장에서 점유율 1위를 차지하고 있으며, 전 세계에 걸쳐 30여 개 국가에 자체 개발한 ATM을 91만 대 이상 수출하며 세계적인 기업으로 자리매김하고 있다. 현금자동입출금기 (ATM), 현금자동출금기 (CDP), 공과금자동수납기, 자동입출금기, MoniManager (ATM Total Management System, ATMS), ATM Total 아웃소싱, MyCashZone, SmileEDI, 전자금융센타 등을 개발, 제조, 공급하고 있다. 신한은행의 ATM 중 네이버페이 현금출금이 가능한 기계는 노틸러스효성과 에이텍의 ATM 뿐이다. 1980년대에는 8비트 PC를 출시한 적도 있다.  은행 지점 채널의 트랜스포메이션과 현금 관리 효율 재고를 위한 솔루션을 제공한다. 리테일 솔루션과 데이터 플랫폼 등 신사업 시장에도 진출하고 있다.
    - 금융자동화기기 (ATM)
    - 지점 혁신 및 현금 관리 솔루션 B ranch Transformation Solution)
    - 리테일 솔루션 무인주문 키오스크 무인계산대 로봇바리스타
    - 소프트웨어 솔루션 (B lueVerse)
    - 데이터 플랫폼사업 NFT Town, ENTA)
    - 에이티엠플러스: 구 키스뱅크.
    - 엔에이치씨엠에스: 구 노틸러스효성 자동기운영팀.
    - 엔에이치테크: 전산설비 유지보수 업체이다.
    - 효성에프엠에스: 효성그룹 전자금융 법인의 CMS서비스를 운영하는 업체이다.

## 로고 상표권 분쟁
현재 효성이 사용하는 로고는 거목(巨木)을 형상화한 것으로 1981년 5월 1일부터 제정, 사용하여 왔는데 이 로고가 황소의 머리를 형상화한 축산업협동조합의 로고(같은 해 1월 1일 제정)와 흡사하여 법정 분쟁으로 비화되었다. 결국 대법원은 1999년 효성의 로고는 축산업협동조합과 중복되는 금융 분야에서는 사용할 수 없다고 판결하였으나 2000년 축산업협동조합이 농업협동조합과 통합되어 문제가 된 로고의 사용이 중지되면서 이 분쟁은 자연스럽게 종결되었다.

## 본사 현황
- 서울특별시 마포구 마포대로 119 (공덕동)

## 같이 보기
- 대한민국의 경제